# Spondyliosoma
Spondyliosoma es un género de peces de la familia Sparidae.

## Especies
- Spondyliosoma cantharus
- Spondyliosoma emarginatum